# Malvagi
Malvagi (Villains) è un film del 2019 diretto da Dan Berk e Robert Olsen.
La pellicola è interpretata da Bill Skarsgård, Maika Monroe, Blake Baumgartner, Jeffrey Donovan e Kyra Sedgwick.

## Trama
Una coppia di innamorati, Mickey e Jules, rapinano una stazione di servizio e si danno alla fuga, progettando di trasferirsi in Florida con i soldi ricavati dalle rapine. Mentre guidano nel bosco, però, rimangono senza benzina; scoprono una casa isolata e pensano di entrare nell'abitazione per cercare del carburante. Nel seminterrato trovano incatenata una bambina sporca e malmessa, quindi i due tornano al piano di sopra per liberarla e si imbattono nei proprietari di casa, George, Gloria e il loro figlio neonato Ethan. Mickey li minaccia con la pistola e George e Gloria si offrono di pagare i rapinatori per mandarli via, ma Jules pretende di sapere cosa ci faccia la bambina in quelle condizioni in cantina. George spiega che è la loro figlia, "Scimmietta" (Sweetipepie), e che l'hanno rinchiusa per disciplinarla. Mantenendo la calma, George suggerisce ai due di prendere la loro auto e andarsene, affermando che, in caso rapissero Scimmietta, sarebbe invece spinto a contattare la polizia. Mickey rifiuta, insistendo affinché liberino la bambina. George esegue, ma Scimmietta morde Mickey e George ne approfitta per fargli perdere i sensi, mentre Gloria blocca Jules.
Mickey si sveglia legato a un letto con Gloria che cerca di sedurlo, rimanendo sconvolta quando lui non si eccita. Poi Mickey finge di accettare le avances e, appena viene liberato, la respinge e cerca di scappare, solo per essere fermato da George che lo minaccia con una pistola, gli spara a una gamba e lo rinchiude ammanettato nel seminterrato con Jules. Mickey ha l'idea di usare il piercing sulla lingua di Jules per aprire le loro manette, ma le manette di Mickey si inceppano, quindi è costretta ad andare a cercare aiuto da sola, risalendo lo scivolo della biancheria su indicazione di Scimmietta.
Quando scopre l'apparente fuga di Jules, George picchia Mickey per avere informazioni e Mickey mente, affermando che Jules lo sta aspettando fuori casa a un determinato punto d'incontro; andrà dalla polizia solo se Mickey non si presenterà entro un'ora, quindi George accetta di liberarlo. Nel frattempo, Jules scopre che Ethan è una bambola di porcellana che Gloria tratta come un bambino vero. Udendo la conversazione al piano di sotto, Jules fraintende la situazione e pensa che George stia per uccidere Mickey, quindi si palesa minacciando di far cadere "Ethan". Gloria cerca di spararle e la bambola si rompe al suolo, quindi George ricattura Jules e Mickey.
La coppia viene legata con del nastro adesivo al tavolo da pranzo e costretti a mangiare insieme a Gloria e George. Quest'ultimo spiega di aver rapito Scimmietta in quanto Gloria, affetta da turbe mentali, non si dava pace per riuscire ad avere figli. Tuttavia, dopo un po', la donna pretese che Scimmietta fosse uccisa in quanto le ricordava i bambini che non poteva avere; come "compromesso" George decise di rinchiuderla nel seminterrato. George e Gloria dicono inizialmente a Mickey e Jules che intendono liberare loro e Scimmietta dopo essere fuggiti, ma poi Gloria rivela a Jules che "Ethan" era un dono di sua madre poco prima che morisse. La coppia inizia a stare poco bene e George informa loro di averli drogati con il cibo: in realtà intende causare loro un'overdose con l'eroina che avevano rubato in precedenza, per far credere alla polizia che sono morti da soli durante un furto in casa loro. Mickey e Jules perdono i sensi, ma in quel momento bussa un agente di polizia in cerca dei due rapinatori. L'uomo fa un'ispezione in casa ma non scopre né Scimmietta né Mickey e Jules, in quanto questi ultimi due vengono provvidenzialmente spostati da Gloria in un'altra stanza.
In un breve momento di risveglio, Jules riesce a far assumere a sé stessa e a Mickey della cocaina per riprendersi dallo stordimento e fanno credere a George e Gloria di essere scappati dalla casa; in realtà, liberano Scimmietta e cercano di rubare l'auto, ma vengono intercettati da George, che li minaccia con la pistola. Mickey si sacrifica, investendo George con l'auto a costo di farsi sparare mortalmente dall'uomo, ma George sopravvive, estrae Jules dall'abitacolo e cerca di strangolarla. Scimmietta si impossessa della pistola e spara al suo carnefice nonostante lui cerchi di rabbonirla. Gloria, totalmente fuori di sé, nel vedere il corpo del marito si comporta come se nulla fosse, parlandogli come se stesse solo riposando. Jules la lascia e se ne va con Scimmietta, facendo l'autostop in Florida dove iniziano una nuova vita.

## Distribuzione
È stata presentata in anteprima mondiale al South by Southwest il 9 marzo 2019. La distribuzione, ad opera di Gunpowder & Sky, è prevista nelle sale statunitensi per il 20 settembre 2019.